# Engelbert Dörbrandt
Engelbert Dörbrandt (ur. 2 lutego 1949 w Berlinie) – niemiecki judoka. Olimpijczyk z Monachium 1972, gdzie zajął piąte miejsce wadze półśredniej.

## Kariera sportowa
Uczestnik mistrzostw świata w 1973 i 1979. Zdobył siedem medali na mistrzostwach Europy w 1970–1978. Trzeci na akademickich MŚ w 1974 roku.

## Letnie Igrzyska Olimpijskie 1972
| Konkurencja | Rundy eliminacyjne     | Rundy eliminacyjne      | Rundy eliminacyjne     | Repasaże            | Repasaże                 | Klas. końcowa |
| Konkurencja | Przeciwnik I           | Przeciwnik II           | Przeciwnik III         | Przeciwnik I        | Przeciwnik II            | Miejsce       |
| ----------- | ---------------------- | ----------------------- | ---------------------- | ------------------- | ------------------------ | ------------- |
| 70 kg       | Patrick Burris (USA) Z | António Roquete (POR) Z | Dietmar Hötger (GDR) P | Reto Zinsli (SUI) Z | Anatolij Nowikow (URS) p | 5.            |